# Victor Wembanyama
Victor Wembanyama (* 4. Januar 2004 in Le Chesnay, Frankreich) ist ein französischer Basketballspieler. Er wurde 2023 im NBA-Draftverfahren an erster Stelle von den San Antonio Spurs ausgewählt.
Wembanyama wird als eines der weltweit größten Basketballtalente seit Jahren angesehen.

## Laufbahn
Wembanyama spielte neben Basketball auch als Torwart im Fußball und betrieb Judo, ehe er sich in der Jugendabteilung von Entente Le Chesnay-Versailles ganz dem Basketballsport widmete und mit zehn Jahren in den Nachwuchs von JSF Nanterre wechselte. Dort stellte sein Jugendtrainer Frédéric Donnadieu bei Wembanyama ein außergewöhnlich weit fortgeschrittenes Ballgefühl und koordinative Fähigkeiten fest. 2017 wurde er mit der Auswahl des Départements Hauts-de-Seine französischer Meister in der Altersklasse U13, dort gehörte Bilal Coulibaly zu seinen Mannschaftskameraden.
Im Alter von 14 Jahren maß er 2,08 Meter und wurde aufgrund seiner Körpergröße, seiner Beweglichkeit, Vielseitigkeit und seines guten Wurfes als Ausnahmetalent beschrieben. Er erhielt Angebote der Jugendabteilungen von ASVEL Villeurbanne und des FC Barcelona. Seine Eltern lehnten diese ebenso ab wie die Möglichkeit, ihren Sohn ans französische Nachwuchsleistungszentrum INSEP zu schicken. Stattdessen blieb Wembanyama bei JSF Nanterre.

### Pro A
Zur Saison 2019/20 wurde Wembanyama von Trainer Pascal Donnadieu in Nanterres Profikader aufgenommen, spielte aber auch weiterhin im Jugendbereich. Ende Oktober 2019 gab er in einem Europapokalspiel (Eurocup) im Alter von 15 Jahren, neun Monaten und 25 Tagen seinen Einstand in Nanterres Profimannschaft. Im September 2020 wurde er im Alter von 16 Jahren, acht Monaten und 20 Tagen erstmals in der ersten französischen Liga eingesetzt. Wembanyama wurde in der französischen Liga als bester junger Spieler der Saison 2020/21 ausgezeichnet. Er verließ JSF Nanterre nach dem Ende des Spieljahres 2020/21 und wechselte zum amtierenden französischen Meister ASVEL Lyon-Villeurbanne. Er erhielt dort einen Dreijahresvertrag. Wembanyama wurde als bester junger Spieler der französischen Liga der Saison 2021/22 ausgezeichnet und gewann mit der Mannschaft 2022 die französische Meisterschaft, wirkte aber an den letzten Saisonspielen ab Anfang Juni 2022 wegen einer Muskelverletzung nicht mit. Der ASVEL-Vorsitzende Tony Parker gab nach dem Titelgewinn bekannt, bei ASVEL in der Saison 2022/23 alles um den umworbenen Wembanyama aufbauen zu wollen. Wembanyama entschloss sich im Sommer 2022 trotz Parkers Ankündigung zum Wechsel und nutzte eine Vertragsklausel, um ASVEL zu verlassen. Für die Mannschaft hatte er während des Spieljahres 2021/22 in der französischen Liga 20 Einsätze bestritten und dabei im Mittel 8,3 Punkte sowie 4,5 Rebounds erzielt, in der EuroLeague brachte es Wembanyama in 13 Einsätzen für ASVEL auf durchschnittlich 6,5 Punkte und 3,8 Rebounds je Begegnung.
Anfang Juli 2022 unterschrieb er einen Zweijahresvertrag beim vom französischen Nationaltrainer Vincent Collet betreuten Erstligisten Metropolitans 92. In zwei in Las Vegas (US-Bundesstaat Nevada) ausgetragenen Freundschaftsspielen mit den Metropolitans 92 gegen die Mannschaft NBA G League Ignite erzielte Wembanyama bei seinen ersten Spielen in den Vereinigten Staaten insgesamt 73 Punkte und untermauerte damit vor zahlreichen Vertretern von NBA-Mannschaften seine Anwartschaft auf den ersten Platz beim Draftverfahren der nordamerikanischen Liga im Jahr 2023. In der Saison 2022/23 wurde Wembanyama zum besten Spieler der französischen Liga, Spiele mit dem Ausnahmetalent erlebten großes Zuschaueraufkommen und waren einer der Gründe für einen ligaweit deutlichen Anstieg der Kartenverkäufe. Wembanyama wurde in der französischen Liga als wertvollster Spieler, bester junger Spieler und bester Verteidiger der Saison 2022/23 ausgezeichnet. Des Weiteren war er in der Hauptrunde bester Korbschütze der Liga (21,6 Punkte pro Spiel) und ebenfalls in den Wertungen Rebounds (10,4) und Blocks (3) je Begegnung führend. Anschließend erreichte er mit den Metropolitans 92 die Endspiele um die französische Meisterschaft, in denen man AS Monaco unterlag.

### NBA
Kurz vor seiner Abreise in die Vereinigten Staaten wurde Wembanyama vom französischen Staatspräsidenten Emmanuel Macron im Élysée-Palast empfangen. Im Juni 2023 wählten die San Antonio Spurs im NBA-Draftverfahren Wembanyama an erster Stelle aus. Er war der erste Franzose, dessen Rechte bei dem Auswahlvorgang der nordamerikanischen Liga vor allen anderen Spielern eines Jahrgangs vergeben wurde. Mit den Texanern hatte sein Landsmann Tony Parker vier NBA-Meistertitel gewonnen. Wembanyama wurde in San Antonio Schützling von Trainer Gregg Popovich, unter dem bereits Parker gespielt hatte. In seinem fünften NBA-Einsatz erzielte der Franzose 38 Punkte. Mit David Robinson schaffte nur ein Spieler in der Mannschaftsgeschichte einen höheren Wert in seinem ersten NBA-Jahr. Am 29. März 2024 steigerte er diesen Wert sogar noch, als ihm im Spiel gegen die New York Knicks 40 Punkte gelangen. Seine erste NBA-Hauptrunde schloss Wembanyama mit dem Liga-Bestwert von 3,6 Blocks pro Spiel ab. Des Weiteren erzielte der Franzose in seiner ersten NBA-Saison 21,4 Punkte und 10,6 Rebounds je Begegnung. Er wurde anschließend als bester Liganeuling (Rookie) des Spieljahres 23/24 ausgezeichnet und zum erst sechsten Spieler in der NBA-Geschichte, der diese Auszeichnung nach einstimmiger Wahl erhielt (99 von 99 Stimmen). Bei der Wahl zum besten Verteidiger der NBA-Saison 23/24 landete Wembanyama im Mai 2024 hinter seinem Landsmann Rudy Gobert auf dem zweiten Platz. Er ist der bislang erste Spieler, der in seiner NBA-Premierensaison in das erste Team der Defensiv-Auswahl gewählt wurde, ebenfalls an zweiter Stelle nach Gobert.
Im November 2024 wurde Wembanyama der zweite Franzose nach Tony Parker, dem in einem NBA-Spiel 50 Punkte oder mehr gelangen. Seine 50 Punkte gegen die Washington Wizards erzielte Wembanyama unter anderem durch acht getroffene Dreipunktewürfe. Im Februar 2025 wurde bei dem Franzosen eine Venenthrombose in der Schulter festgestellt, aufgrund derer ihm eine monatelang Wettkampfpause vorhergesagt wurde.

## Nationalmannschaft

### Juniorenmannschaft
Bei der U16-Europameisterschaft 2019 wurde er in die Mannschaft des Turniers gewählt, nachdem er mit Frankreich die Silbermedaille gewonnen und im Durchschnitt 9,0 Punkte, 9,6 Rebounds sowie 5,3 Blocks pro Einsatz erzielt hatte. Im Juli 2021 wurde er Vizeweltmeister in der Altersklasse U19 und überzeugte bei dem Turnier mit Mittelwerten von 19,1 Punkten, 14 Rebounds sowie 4,7 Blocks je Begegnung.

### A-Nationalmannschaft

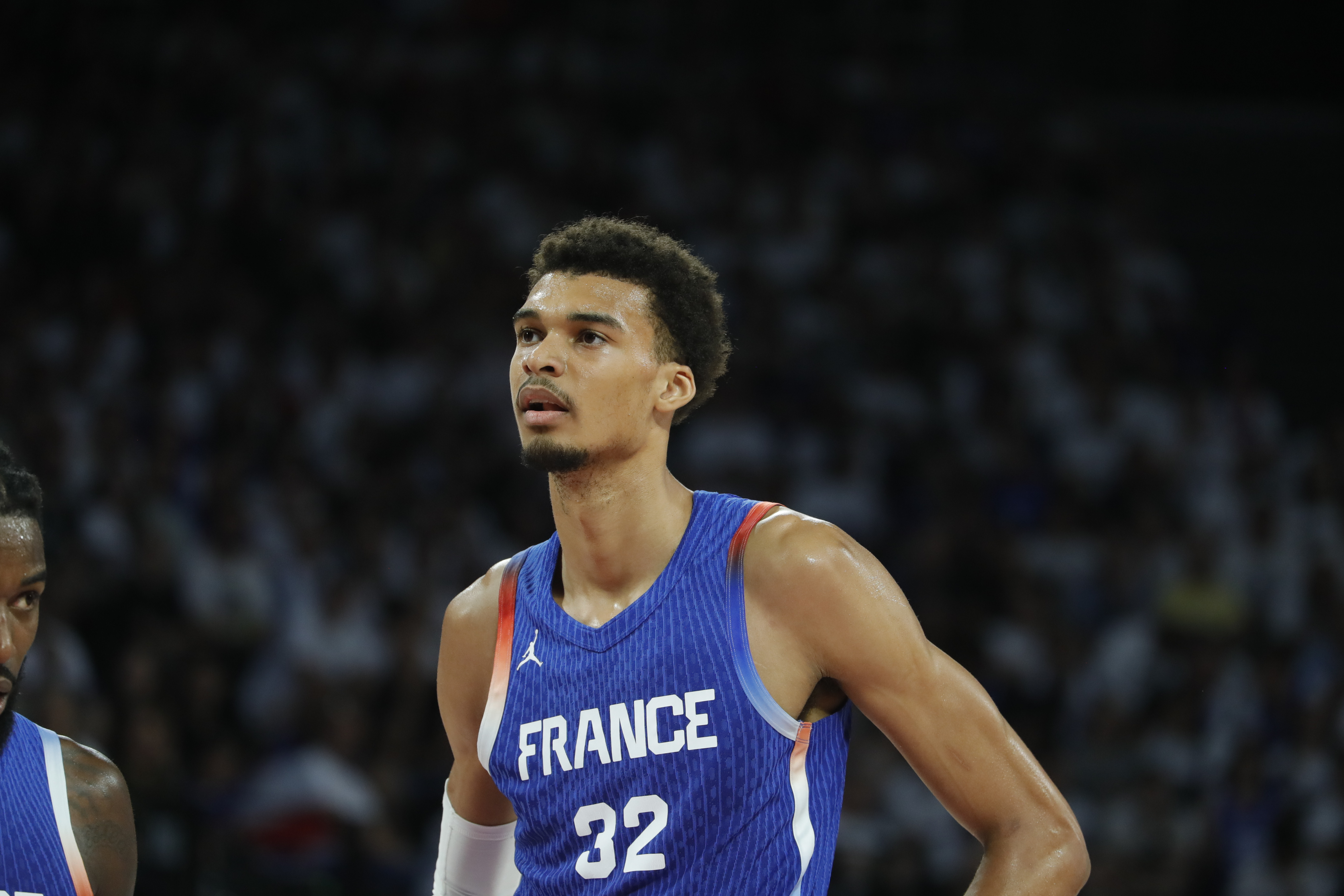
Wembanyama in einem Länderspiel im Jahr 2024

2022 wurde Wembanyama ins erweiterte Aufgebot der A-Nationalmannschaft berufen, um an der Vorbereitung auf die Europameisterschaft teilzunehmen, sagte aber aufgrund von Nachwirkungen einer während der Saison erlittenen Verletzung ab. Im November 2022 bestritt er sein erstes A-Länderspiel und erzielte in dem WM-Qualifikationsspiel gegen Litauen 20 Punkte. Eine bessere Ausbeute beim Einstand in der französischen Nationalmannschaft gelang nur Robert Busnel mit 30 Punkten im Jahr 1934. Wembanyama zog mit Apollo Faye gleich, der 1974 im ersten Länderspiel auf 20 Punkte kam.
Im August 2024 erreichte er mit der französischen Mannschaft bei den Olympischen Spielen in Paris das Endspiel, das man gegen die Vereinigten Staaten 87:98 verlor und somit die Silbermedaille gewann. Wembanyama wurde ins All-Star-Team des Turniers gewählt.

## Auszeichnungen
- 1× NBA All-Star: 2025
- 1× NBA All-Defensive First Team: 2024
- NBA Rookie of the Year Award: 2024
- NBA All-Rookie First Team: 2024

## Persönliches
Sein aus dem Kongo stammender Vater war Dreispringer, seine Mutter Basketballspielerin, seine Schwester Eve wurde mit Frankreichs Auswahl 2017 U16-Basketball-Europameisterin. Wembanyamas jüngerer Bruder Oscar spielt ebenfalls Basketball im Leistungsbereich.

## Karriere-Statistiken

### NBA

#### Hauptrunde
| Saison  | Team        | GP | GS | MPG  | FG % | 3P % | FT % | RPG  | APG | SPG | BPG  | PPG  |
| ------- | ----------- | -- | -- | ---- | ---- | ---- | ---- | ---- | --- | --- | ---- | ---- |
| 2023–24 | San Antonio | 71 | 71 | 29.7 | .465 | .325 | .796 | 10.6 | 3.9 | 1.2 | 3.6* | 21.4 |
| Gesamt  | Gesamt      | 71 | 71 | 29.7 | .465 | .325 | .796 | 10.6 | 3.9 | 1.2 | 3.6  | 21.4 |

(Quelle:)